# Allegra Edwards
Pour les articles homonymes, voir Edwards.
Allegra Rose Edwards, née le 9 septembre 1987, est une actrice américaine. Elle est notamment connue pour son rôle de Cindy McCabe dans la série Briarpatch et celui d'Ingrid Kannerman dans la comédie Upload sur Amazon Prime Video.

## Jeunesse
Edwards est originaire de Denver, Colorado. Elle commence le mannequinat à l'âge de 18 mois et le continue tout le long de son enfance.

## Carrière
Edwards étudie le théâtre à l'Université Pepperdine de Malibu,,. Pendant son temps à Pepperdine, elle écrit des scènes pour le Songfest annuel de l'université, joue avec la troupe d'improvisation et apparaît dans Tutor, un court métrage comique de 2009 écrit et réalisé par Jeff Loveness.
Après avoir obtenu son baccalauréat de Pepperdine en 2010, elle part pour San Francisco pour entrer dans le programme de trois ans de Master of Fine Arts de l'American Conservatory Theatre, qu'elle termine en 2013,. Après avoir obtenu sa maîtrise en beaux-arts, Allegra passe du temps à Los Angeles et à New York. En 2015, elle joue dans une production off-Broadway d'Everything You Touch.
En 2019, Edwards interprète Cindy McCabe dans la série d'anthologies Briarpatch diffusée sur USA Network,. Elle joue ensuite le rôle d'Ingrid Kannerman dans la comédie de Prime Video, Upload en 2020, et conserve son rôle dans la deuxième saison à venir.
Edwards apparaît aussi dans des épisodes de Modern Family, New Girl, Des amis d'université, The Mindy Project et Orange Is the New Black,,.

## Vie privée
Allegra Edwards vit à New York. Elle est en couple avec l'acteur Clayton Snyder depuis 2009. Ils se fiancent en novembre 2019,,.

## Filmographie

### Cinéma
- 2010 : Life Is Not a Musical : The Musical : Claire
- 2016 : My Friend Violet : Violet
- 2017 : Sandy Wexler : Mary
- 2019 : The Social Ones : Mika Brioni-Shaw

### Télévision
- 2016 : Modern Family : Arizona
- 2016 : New Girl : Marissa Blumenstock
- 2017 : Des amis d'université : Madison
- 2017 : The Mindy Project : Lorie
- 2017 : Orange Is the New Black : présentatrice TV
- 2017 : The Last Tycoon : Phoebe Ford
- 2020 : Briarpatch : Cindy McCabe (8 épisodes)
- 2020-2022 : Upload : Ingrid Kannerman (17 épisodes)

#### Téléfilms
- 2016 : AdFirm : Chasey
- 2018 : #Fashionvictim : Lauren White